# Aufdeckende Psychotherapie
Aufdeckende Psychotherapie ist eine zusammenfassende Bezeichnung für Psychotherapien, deren psychotherapeutische Technik unbewusste seelische Konflikte bewusst machen und damit „aufdecken“ will. Diese Technik gehört besonders zur Psychoanalyse nach Sigmund Freud, Analytischen Psychologie nach C. G. Jung, Individualpsychologie nach Alfred Adler und zur Transaktionsanalyse nach E. Berne. 
Im Gegensatz zur aufdeckenden Psychotherapie ist die Verhaltenstherapie nicht an unbewussten Konflikten interessiert und gilt nicht als aufdeckendes Verfahren. Nicht-aufdeckende („zudeckende“) Psychotherapieformen werden unter der Bezeichnung supportive Psychotherapie zusammengefasst.